# پاسگاه (فراجا)
پاسگاه‌ها در ساختار فراجا به عنوان مقری در خارج از شهرها و عمدتاً حوالی مناطق روستایی فعالیت دارند. وظیفه پاسگاه‌ها حفظ نظم و امنیت در مناطق خود است.

## نوشتارهای وابسته
- فرماندهی مرزبانی جمهوری اسلامی ایران